# Kameroenolijfduif
De kameroenolijfduif (Columba sjostedti) is een vogel uit de familie van duiven (Columbidae). De vogel is genoemd naar de Zweedse natuuronderzoeker Bror Yngve Sjöstedt (1866-1948).

## Verspreiding en leefgebied
Deze soort is endemisch in Kameroen.